# اريك مونتي
اريك مونتي (بالإنجليزية: Eric Monte)‏ هو كاتب سيناريو أمريكي، ولد في 25 ديسمبر 1943 في شيكاغو في الولايات المتحدة.

## وصلات خارجية
- اريك مونتي على موقع IMDb (الإنجليزية)
- اريك مونتي على موقع ألو سيني (الفرنسية)
- اريك مونتي على موقع أول موفي (الإنجليزية)
- اريك مونتي على موقع قاعدة بيانات الأفلام السويدية (السويدية)
- اريك مونتي على موقع قاعدة بيانات الفيلم (الإنجليزية)
- اريك مونتي على موقع كينوبويسك (الروسية)